# 팜 스프링스 (영화)
《팜 스프링스》(영어: Palm Springs)는 2020년 개봉한 미국의 SF 로맨틱 코미디 영화이다. 맥스 바바코우 감독의 데뷔작이며, 앤디 시아라가 각본을 맡았고, 바바코우와 시아라의 원안을 바탕으로 한다. 앤디 샘버그(제작에도 참여)와 크리스틴 밀리오티, J. K. 시먼스가 주연을 맡았으며, 팜스프링스에서 열린 결혼식에서 만난 두 낯선 사람이 타임 루프에 갇히는 이야기를 다룬다.
2020년 1월 26일 2020년 선댄스 영화제에서 시사회를 가졌고, 2020년 7월 10일 훌루와 일부 극장에서 네온을 통해 동시에 개봉했다.  영화와 출연진의 연기에 대해 비평가들의 호평을 받았으며, 제78회 골든 글로브상에서는 작품상 - 뮤지컬·코미디와 남우주연상 - 뮤지컬·코미디 (샘버그) 부문에서 두 개의 후보에 올랐다. 또한 제26회 크리틱스 초이스 영화상에서 코미디 영화상을 수상했다.

## 줄거리
11월 9일, 팜스프링스에서 나일스는 잠에서 깨어나 여자친구 미스티와 잠자리를 갖는 데 실패한다. 그날 저녁, 나일스는 탈라와 에이브의 결혼 피로연에 참석한다. 그곳에서 그는 신부 들러리이자 탈라의 우울증에 걸린 언니인 사라와 친해진다. 나일스와 사라는 파티를 떠나 근처 사막에서 성관계를 갖기 위해 옷을 벗는 동안, 나일스는 누군가가 쏜 화살에 맞는다. 부상을 입은 나일스는 동굴로 기어들어가 사라에게 자신을 따라오지 말라고 경고한다. 나일스를 걱정한 사라는 그를 따라가고 소용돌이에 빨려 들어간다.
사라는 잠에서 깨어나 다시 11월 9일이라는 것을 깨닫는다. 사라는 나일스와 마주하고, 나일스는 사라가 자신을 따라 동굴에 들어감으로써 자신과 함께 타임 루프에 갇혔다고 설명한다. 잠이 들거나 죽으면 루프가 재설정되어 11월 9일이 반복된다. 나일스는 자신을 쏜 남자 로이는 결혼식 하객으로, 나일스가 실수로 그를 타임 루프에 빠지게 했다고 밝히며, 종종 로이는 나일스에게 복수하고 있었다. 사라는 루프를 벗어나기 위해 여러 가지 방법을 시도하지만 실패한다. 나일스는 이미 오랫동안 루프에 갇혀 있었기 때문에 자포자기 상태로 탈출의 희망을 포기한다.
사라는 자신의 운명을 받아들이고 나일스의 무책임하고 무모한 생활 방식을 따른다. 나일스와 사라는 가까워지고, 결과 없이 무엇이든 자유롭게 할 수 있는 함께하는 날들에 적응하기 시작한다.
어느 날 밤, 나일스와 사라는 사막에서 캠핑을 하고, 취해서 잠자리를 갖는다. 그 다음 날, 사라는 잠에서 깨어나 에이브에게 발견된다. 에이브는 그녀가 결혼식 전날 밤인 11월 8일에 잠자리를 가졌던 남자였다. 죄책감에 시달린 사라는 나일스와 전날 밤에 대해 이야기하는 것을 거부하고, 루프 속에서의 삶에 대한 허무주의를 표명한다. 경찰로 위장한 로이에게 차를 세운 후, 사라는 로이를 차로 치어버린다. 사라와 나일스는 말다툼을 하고, 나일스는 루프에서 사라와 여러 번 잠자리를 가졌다고 인정한다. 이는 그가 이전에 거짓말했던 내용이었다. 화가 난 사라는 나일스를 피하기 시작한다.
나일스는 사라 없이 길을 잃고 목적 없이 우울해하며 며칠을 보내고, 이 과정에서 에이브와 사라의 관계를 알게 된다. 어느 날, 나일스는 어바인에 있는 로이의 집을 방문해 화해한다. 한편 사라는 매일 공부해 양자 물리학과 일반 상대성이론의 전문가가 된다. 여러 실험 끝에 그녀는 동굴에서 자신을 폭파하면 타임 루프가 깨진다는 가설을 세운다. 사라는 나일스에게 자신과 함께 탈출할 기회를 주지만, 나일스는 그녀에 대한 사랑을 고백하고 영원히 함께 루프에 머물 수 있는지 묻는다. 사라는 거절하고, 그 없이 자신의 탈출 계획을 시도하기로 결심한다.
사라는 마지막으로 결혼식에 참석하여 탈라에게 진심 어린 연설을 하고, 폭발물과 함께 동굴로 간다. 나일스는 마음을 바꿔 사라와 함께 떠나기 위해 동굴로 달려간다. 그는 루프에 혼자 남아 있는 것보다 폭발 속에서 그녀와 함께 죽는 것이 낫다고 말한다. 사라는 그의 감정을 받아들이고, 그녀가 폭파 장치를 누르자 그들은 동굴에서 키스한다. 그리고 그들은 나일스가 루프 중 한 번 그녀에게 보여줬던 근처 집의 수영장에서 휴식을 취한다. 원래 집주인들이 돌아와 그들을 수영장에서 발견하는데, 이는 계획이 성공했고 이제 11월 10일임을 나타낸다.
미드 크레딧 장면에서 사라는 로이에게 자신의 루프 탈출 계획을 설명하는 음성 메시지를 남긴다. 로이는 결혼식으로 돌아와 나일스에게 계획이 성공할 것인지 묻는다. 나일스는 로이를 알아보지 못하고, 로이는 나일스가 타임 루프에서 벗어났다는 것을 깨닫고 미소 짓는다.

## 출연
- 앤디 샘버그 - 나일스 역
- 크리스틴 밀리오티 - 사라 와일더 역 (신부의 이복 여동생)
- J. K. 시먼스 - 로이 슐리펀 역 (나일스의 적)
- 메러디스 해그너 - 미스티 역 (신부 들러리이자 나일스의 여자친구)
- 커밀라 멘데스 - 탈라 앤 와일더 역 (신부)
- 타일러 헤클린 - 에이브러햄 유진 트렌트 "에이브" 슐리펀 역 (신랑)
- 피터 갤러거 - 하워드 와일더 역 (사라와 탈라의 아버지)
- 재클린 오브라더스 - 피아 와일더 역 (사라의 의붓어머니이자 탈라의 어머니)
- 크리스 팡 - 트레버 역 (결혼식 집례자)
- 통가이 치리사 - 제리 슐리펀 역 (신랑 들러리)
- 코너 오맬리 - 랜디 역 (신랑 들러리)
- 준 스퀴브 - 나나 슐리펀 역 (신랑의 할머니)
- 제나 프리드먼 - 데이지 역 (바텐더)
- 마틴 킬데어 - 테드 역 (바텐더)
- 데일 디키 - 달라 역 (바에 있는 여자)
- 브라이언 더피 - 스퍼즈 역 (사격장 주인)
- 클리퍼드 V. 존슨 - 교수 역

## 제작
감독 맥스 바바코우와 각본가 앤디 시아라는 미국 영화 연구소에서 다니던 중 영화의 초안을 구상했다. "융 심리학적 아이디어와 적은 예산으로 쉽게 제작할 수 있는 영화를 쓰는 실용적인 중요성을 동시에 고려했다." 그들은 이 각본을 "절망적인 30대 남자가 자살을 위해 팜스프링스로 여행을 가서 서서히 삶의 의미를 재발견하는 것에 초점을 맞춘, 라스베가스를 떠나며에 대한 멈블코어적인 부조리 코미디"로 구상했다. 시아라가 텔레비전 시리즈 《Lodge 49》의 각본을 쓰면서, 그들은 이 각본을 SF적인 요소를 가미한 더욱 야심찬 프로젝트로 재작성했다. 사랑의 블랙홀 (1993)이 로맨틱 코미디에서 타임 루프를 사용하는 데 근본적으로 중요한 출발점이었지만, 바바코우와 시아라는 자신들의 각본을 그 영화와 차별화해야 한다는 것을 알았다. 이로 인해 《팜스프링스》는 나일스가 이미 타임 루프에 갇힌 채 시작되었고, 시아라에 따르면 이 영화는 "존재하지 않는 영화의 속편"처럼 느껴지도록 만들었으며, 시청자를 위한 안내 지점 역할을 하는 두 번째 캐릭터 사라를 루프 안에 추가했다.
이 프로젝트는 캘리포니아에서 촬영을 위한 세금 공제를 확보한 후 2018년 11월에 발표되었다. 그러나 세금 공제의 제한으로 인해 그들은 팜스프링스 대신 로스앤젤레스 지역에서 촬영해야 했다. 앤디 샘버그가 영화에 출연한다고 발표되었다. 2019년 3월, 크리스틴 밀리오티와 J. K. 시먼스가 출연진에 합류했다. 커밀라 멘데스는 4월에 추가되었다.
촬영은 2019년 4월에 시작되어 21일 동안 진행되었다.

## 개봉
2020년 1월 26일 선댄스 영화제에서 공개되었으며. 곧이어 네온과 훌루가 17,500,000.69달러를 지불해 배급권을 구입했으며, 이전 선댄스 영화 최고 판매 기록을 0.69달러 경신했다. 나중에 보증금이 포함되자 거래액은 2,200만 달러에 가까워졌다고 보도되었다.
2020년 7월 10일 미국에서 훌루를 통해 디지털로, 그리고 일부 드라이브인 극장에서 개봉했다. 훌루는 《팜 스프링스》가 플랫폼 역사상 어떤 영화보다도 첫 3일 동안 더 많은 시청 시간을 기록했으며 오프닝 주말 기록을 세웠다고 밝혔다. 공개 후 한 달이 지난 2020년 8월에는 구독자의 8.1%가 시청했다고 보도되었다. 11월에 버라이어티는 2020년 현재까지 가장 많이 시청된 스트리밍 전용 영화 중 26위를 기록했다고 보도했다.
2021년 1월, 휼루를 통해 샘버그, 밀리오티, 바바코우, 시아라가 참여한 영화의 코멘터리 버전이 공개되었다..

## 반응

### 박스 오피스
《팜스프링스》는 개봉 주말 66개 극장에서 16만 4천 달러를 벌어들였다. 둘째 주말에는 약 30개 극장에서 상영되어 10만 1천 달러를 기록했다.

### 비평가 반응
《팜스프링스》는 비평가들의 찬사를 받았다. 로튼 토마토에서 251개의 평가를 기반으로 94%%의 만족도를 기록했으며, 평균 평점은 8/10점이다. 웹사이트의 비평가 합의는 "강력한 연기, 확고한 연출, 그리고 신선하고 독창적인 개념이 《팜스프링스》를 사랑에 빠지기 쉬운 로맨틱 코미디로 만들었다"고 밝히고 있다. 메타크리틱에서 42명의 비평가를 기반으로 100점 만점에 83점의 가중 평균 점수를 기록하여 "대체로 긍정적"인 평가를 받았다.
인디와이어의 데이비드 얼리히는 영화에 B+ 등급을 주었고, 사랑의 블랙홀을 영리하게 재현한 것을 호평하며 "이 영화는 항상 매우 활기찬 90분짜리 코미디가 감당할 수 있는 것보다 더 많은 것을 시도하려는 듯 보이며, 스토리텔링의 순수한 추진력은 이야기가 느려질 시간을 주지 않는다."라고 평했다. 버라이어티의 피터 데브루지는  "《팜스프링스》는 타임 루프 영화에 있어서 좀비랜드가 언데드 장르에 그러했듯이, 이전 작품들이 진지해야 했던 형식에 대한 불손한 해석이다."라며 긍정적인 평가를 내렸다. 업록스의 빈스 만치니는 "《팜스프링스》는 완벽한 예술 코미디다. 기발하고 바보 같은 작은 장난처럼 시작해서 결국 엄청난 무게감으로 다가온다."라며 긍정적으로 평가했다.
메타크리틱은 다양한 비평가들의 연말 최고 목록을 요약하여 《팜스프링스》를 전체 12위에 올렸다. IGN은 이 영화를 2020년 최고의 영화로 선정했다.

### 수상 및 후보
| 시상식                         | 시상식 날짜     | 부문                                                          | 수상자/후보                          | 결과 | Ref.   |
| ------------------------------ | --------------- | ------------------------------------------------------------- | ------------------------------------ | ---- | ------ |
| 에이스 에디상                  | 2021년 4월 17일 | 코미디·뮤지컬 영화 부문 최우수 편집상                         | 매슈 프리드먼 및 앤드루 디클러       | 수상 | [ 27 ] |
| 미술 감독 조합상               | 2021년 4월 10일 | 현대 영화 부문 프로덕션 디자인 우수상                         | 제이슨 키스바르데이                  | 후보 | [ 28 ] |
| 크리틱스 초이스 영화상         | 2021년 3월 7일  | 코미디 영화상                                                 | 《팜스프링스》                       | 수상 | [ 29 ] |
| 크리틱스 초이스 슈퍼상         | 2021년 1월 10일 | 최우수 SF/판타지 영화                                         | 《팜스프링스》                       | 수상 | [ 30 ] |
| 크리틱스 초이스 슈퍼상         | 2021년 1월 10일 | 최우수 SF/판타지 영화 남우주연상                              | 앤디 샘버그                          | 수상 | [ 30 ] |
| 크리틱스 초이스 슈퍼상         | 2021년 1월 10일 | 최우수 SF/판타지 영화 남우주연상                              | J. K. 시먼스                         | 후보 | [ 30 ] |
| 크리틱스 초이스 슈퍼상         | 2021년 1월 10일 | 최우수 SF/판타지 영화 여우주연상                              | 크리스틴 밀리오티                    | 수상 | [ 30 ] |
| 크리틱스 초이스 슈퍼상         | 2021년 1월 10일 | 영화 최우수 빌런                                              | J. K. 시먼스                         | 후보 | [ 30 ] |
| 골든 글로브상                  | 2021년 2월 28일 | 작품상 - 뮤지컬·코미디                                        | 《팜스프링스》                       | 후보 | [ 31 ] |
| 골든 글로브상                  | 2021년 2월 28일 | 남우주연상 - 뮤지컬·코미디                                    | 앤디 샘버그                          | 후보 | [ 31 ] |
| 할리우드 비평가 협회           | 2021년 3월 5일  | 최우수 코미디 또는 뮤지컬                                     | 《팜스프링스》                       | 수상 | [ 32 ] |
| 할리우드 비평가 협회           | 2021년 3월 5일  | 최우수 독립 영화                                              | 《팜스프링스》                       | 후보 | [ 32 ] |
| 할리우드 비평가 협회           | 2021년 3월 5일  | 최우수 각본상                                                 | 앤디 시아라                          | 후보 | [ 32 ] |
| 할리우드 뮤직 인 미디어 어워드 | 2021년 1월 27일 | SF/판타지 영화 부문 최우수 오리지널 스코어상                  | 매슈 콤프턴                          | 후보 | [ 33 ] |
| 휴고상                         | 2021년 4월 13일 | 장편 드라마 부문 최우수 작품상                                | 맥스 바바코우 및 앤디 시아라         | 후보 | [ 34 ] |
| 인디펜던트 스피릿 어워드       | 2021년 4월 22일 | 최우수 신인 각본상                                            | 앤디 시아라                          | 수상 |        |
| 세트 데코레이터 사회상         | 2021년 3월 31일 | SF 또는 판타지 장편 영화 부문 최우수 세트 데코레이션/디자인상 | 켈시 에프라임 및 제이슨 키스바르데이 | 후보 | [ 35 ] |

## 같이 보기
- 타임 루프 영화 목록